# Фонд «ИЛАЙ»
Фонд ИЛАЙ (ивр. קרן עילאי‎, англ. The ILAI Fund) — светский фонд, который помогает детям с особенными нуждами из малоимущих семей.
Организацию основали Альберт Элай Шалтиэль и его жена Яэль в Израиле в 2005 г.

## История
Фонд ИЛАЙ — признанная общественная организация, которую основала семья Шалтиелев. Альберт и Яэль родились в 1969 г. в Тегеране (Иран), в Лечебно-благотворительном центре доктора Сапира. Пара эмигрировала в Израиль раздельно и поженилась в 2000 г. В 2005 г. родился их сын Илай Беньямин. В качестве выражения благодарности они основали благотворительный фонд, названный в честь своего сына, которым сейчас управляют. Коллектив фонда полностью состоит из волонтеров.
Израильский фонд пожертвований P.E.F. Inc. одобряет фонд ИЛАЙ и не облагает налогом пожертвования доноров из США.

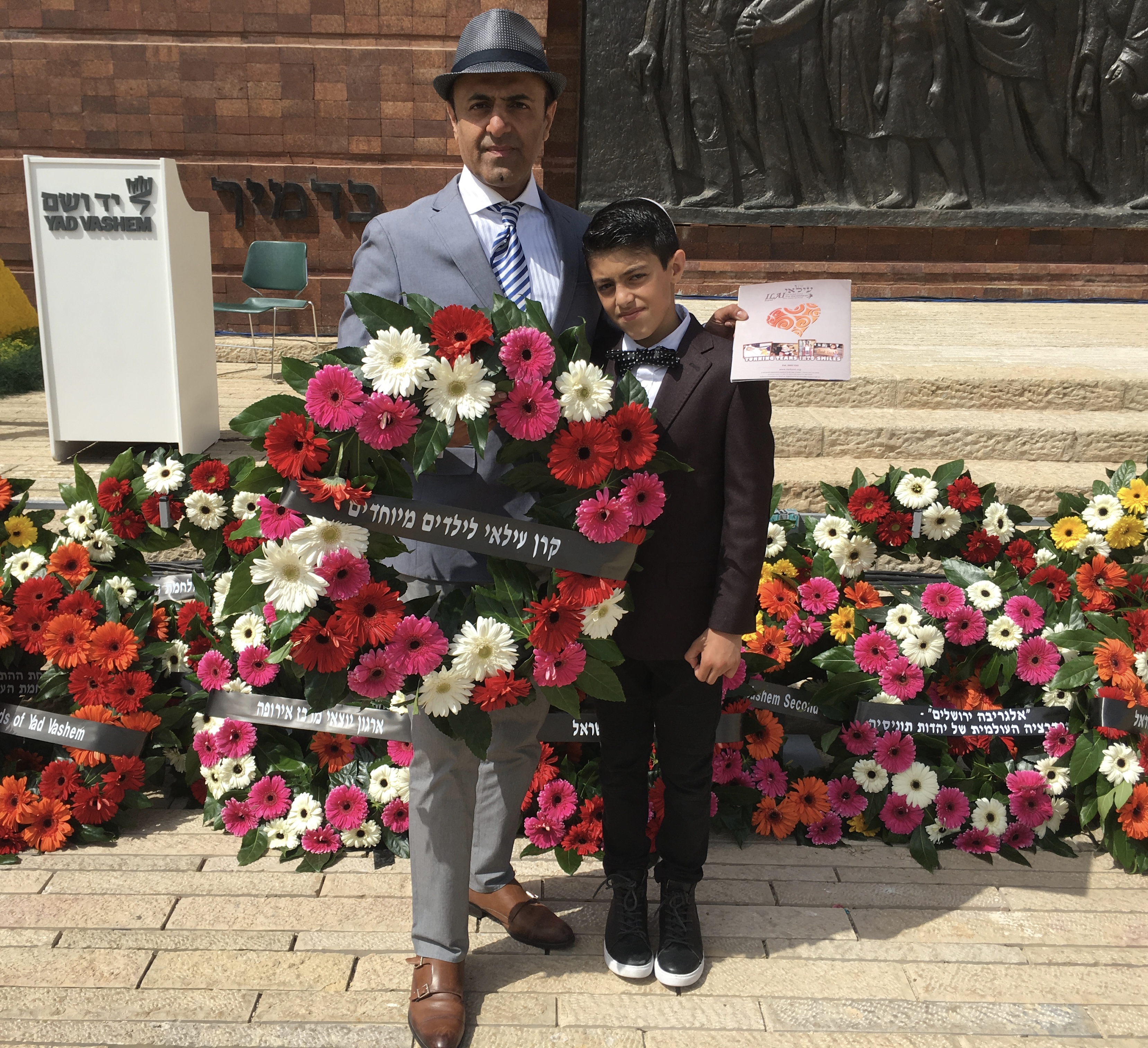
Основатель Фонда «ИЛАЙ» Альберт Шалтиель и его сын Илай на церемонии в Яд Вашем

Фонд ИЛАЙ имеет группу поддержки по всему миру. Покровители фонда помогают собирать средства, необходимые для покупки специального оборудования для нуждающихся семей.

## Бенефициарии
Бенефициарии фонда ИЛАЙ часто имеют серьёзно ограниченные физические, эмоциональные и интеллектуальные возможности, такие как слепота, глухота, аутизм или синдром Дауна. Цель фонда ИЛАЙ — помощь семьям, которые сталкиваются с финансовыми трудностями. Чаще всего это дети родителей-одиночек и иногда сироты. Целевая аудитория фонда включает больных полиомиелитом и других болезнями, раковых пациентов, а также детей, пострадавших от несчастных случаев, войны или терроризма.

## Категории помощи
Фонд ИЛАЙ выбирает своих бенефициариев согласно с рекомендациями социальных служб. Он снабжает детей широким ассортиментом медицинского оборудования: кресла на колесах, ходунки, подъемники для ванн, ортопедическая обувь, шины и брекеты, подгузники, очки, специализированные компьютеры и издержки лечебного транспортирования. Фонд также поставляет специальное питание, витамины или лекарства, которых не покрывают службы здравоохранения.
В случае необходимости фонд занимается организацией физиотерапии, гидротерапии и психотерапии. Также Фонд обеспечивает личных сиделок и учителей. Фонд ИЛАЙ организует для своих подопечных празднования дней рождения, семейные прогулки, посещение зоопарков, парков и другие рекреационные занятия. Деятельность фонда осуществляется за счёт донорской поддержки.